# Mad Surfer
「Mad Surfer」（マッド・サーファー）は、元BLANKEY JET CITYメンバーの浅井健一による6枚目のソロ・シングル。

## 内容
テレビ東京系テレビアニメ『BLEACH』エンディングテーマ（2009年7月28日 - 2009年10月20日）で、自身にとっては初のアニメソングである。初回は全編モノクロの表題曲のプロモーション・ビデオを含むDVD付き。

## 批評
CDジャーナルは表題曲を「スピード感あふれるギター・リフが心地よい」と、カップリングを含めて「どちらも言葉遊びをし尽した歌詞の格好よさは健在」と評した。

## 収録曲
全曲　作詞・作曲・編曲：浅井健一

### CD
1. Mad Surfer
2. SAD PARTY

### DVD
1. SPRING SNOW
2. FRIENDLY
3. Mad Surfer